# 槭環蛺蝶

槭環蛺蝶（學名：Neptis philyra），又名三線蝶、啡環蛺蝶、環蛺蝶。

## 描述
本種為中型蛺蝶，雌雄外型近似，雌雄二型性不明顯。
雄蝶特徵：
體背黑褐、有金屬光澤，腹面白色。頭黑褐，口器褐，下唇鬚白色混黑褐。觸角末端略膨，內側裸露。胸背褐色，腹白，足白略帶褐；前足跗節癒合呈針狀並具毛。腹部背褐腹白。
翅形與花紋：
- 前翅長30-34 mm，外型寬闊近三角形，前緣直，外緣微凸，翅頂鈍。
- 後翅圓形或扇形，外緣略鋸齒狀，翅脈末端稍凸。

翅背底色黑褐，具明顯黃白色條帶與斑點：
- 前翅中室有一白條延伸入M2室，中央斑列呈前五後三分組，前列幾達前緣，與中室紋形成環狀圖案，亞外緣另有一列白點。
- 後翅具兩條白帶，內帶連續且直，外帶由短條紋組成，翅脈上覆黑褐鱗，呈切割感。

翅腹面底色赭褐，白斑與背面對應，外緣白紋常鑲有暗褐邊。前後翅亞外緣有模糊灰線，後翅基部具一小白斑。
性標：雄蝶後翅背面前緣具灰色鱗片組成的小片性標。
緣毛：黑白相間。
雌蝶特徵與雄蝶相似，但無性標，前足跗節分節、具爪、無毛。

## 分佈
分布於俄羅斯遠東、朝鮮半島、日本、華西至華東及臺灣；臺灣僅見於本島中海拔山區。

## 棲地
棲息於常綠闊葉林，一年一代，成蝶夏季活動於林緣，會吸食腐敗物與水分；幼蟲以無患子科青楓葉片為食，並以休眠幼蟲越冬。